# St. Marien (Harlingerode)
Die evangelisch-lutherische Dorfkirche St. Marien steht im historischen Dorfkern von Harlingerode, einem Stadtteil von Bad Harzburg im Landkreis Goslar. Sie gehört zur Propstei Bad Harzburg der evangelisch-lutherischen Landeskirche in Braunschweig.

## Geschichte
Die Namensgebung fällt vermutlich in das ausgehende 16. Jahrhundert; frühere Dokumente darüber fehlen. Da die Marienverehrung kein Kennzeichen evangelischer Frömmigkeit ist, war die Namensgebung entweder ein Zugeständnis an die noch zu Beginn des 17. Jahrhunderts stark zum katholischen Glauben haltenden Harlingeröder oder sie stammt doch aus vorreformatorischer Zeit.
Durch Brände wurden 1625 und im April 1748 zwei Vorgängerbauten vernichtet, der heutige Kirchenbau wurde im Oktober 1750 eingeweiht. Aus Geldmangel konnte der Kirchturm erst ab 1794 errichtet werden, er wurde am 12. Juli 1795 eingeweiht. Der Harlingeröder Friedhof am Rupenklint wurde am 18. November 1854 eingeweiht. Im Jahre 1836 wurde die Martin-Luther-Kirche in Oker als Filialkirche geweiht, sie erhielt am 16. Oktober 1881 eine eigene Pfarre und wurde von der Kirchengemeinde Harlingerode separiert. Die bereits seit 1542 bestehende Filia in Schlewecke mit ihrer Dorfkirche wurde 1950 aus der Kirchengemeinde Harlingerode ausgegliedert.
Ab 2017 wurden umfangreiche Sanierungsarbeiten am Kirchengebäude begonnen. Im Zuge dessen wurde die Außenfassade eingerüstet, um eine weitreichende Sanierung zu ermöglichen. Weiterhin erfolgte ein Umbau, denn im Zuge der Sanierung wurde die Farbe des Kirchturms von rot wie das Kirchenschiff in altweiß geändert. Ursprünglich vorgesehen war die Abschließung der Sanierungsarbeiten August 2018. Durch während der Arbeiten entdeckte Gebäudeschäden wurde der ursprüngliche Eröffnungstermin allerdings verschoben, sodass der Sanierungsabschluss erst im Dezember 2019 erfolgte. 
Nördlich der Kirche befindet sich die Kirchlinde. Es handelt sich um eine Winterlinde, die als naturrechtliches Schutzobjekt am Harzrundweg geführt ist. Die Linde wurde am 23. Juli 1871 als Denkmal an den Deutsch-Französischen Krieg gepflanzt.

## Architektur
Der heutige Barockbau ist eine dreiachsige Saalkirche mit und einem Fünf-Achtel-Chor im Osten sowie einem quadratischen, holzverkleideten Fachwerkturm mit barocker Haube im Westen. Die Spitze bildet eine vergoldete Kugel mit Wetterfahne, die der alten von 1795 nachgebildet ist. Die Außenmauern werden bei der Erneuerung der Kirche in den Jahren 1794/95 durch Wandvorlagen verstärkt. Auch die Fenster an den Längsseiten des Kirchenschiffes, die oben mit Korbbogen geschlossen sind, stammen aus dieser Zeit. Die drei Glocken mit den Namen „Glaube“, „Hoffnung“ und „Liebe“ (1 Kor 13,13 ) stammen von 1912.
Ungewöhnlich für Dorfkirchen ist die doppelstöckige Empore. Das Langhaus ist mit einem Satteldach bedeckt, den Innenraum überspannt ein hölzernes Tonnengewölbe.
Zentrales Ausstattungsstück im Bogen der Apsis ist die Altarwand, gekrönt von einem gebrochenen und geschweiften Giebel, geschmückt mit biblischen und allegorischen Figuren. Rechts und links der barocken 5/8el Kanzel stehen je eine korinthische Säule.

## Ehrenmale
Eine Säule an der Südostecke und ein Marmor-Gedenkstein vor der Nordwand der Kirche erinnern an die Gefallenen der beiden Weltkriege.
Die Inschrift des Gedenksteins lautet, in Großbuchstaben:
Alle, die gefallen in Meer und Land,
sind gefallen Herr in deine Hand ·
Alle, die kämpfen im weiten Feld
sind auf deine Gnade gestellt ·
Alle, die weinen in dunkler Nacht,
sind von deiner Güte bewacht ·
1939 – 1945

## Glocken
Zwei der ursprünglichen Kirchglochen wurden während des Ersten Weltkrieges zu Rüstungszwecken eingeschmolzen; sie wurden nach dem Zweiten Weltkrieg durch zwei neue Glocken ersetzt. Die auf die Namen „Glaube“ und „Hoffnung“ getauften Glocken wurden am 23. August 1955 eingeweiht und werden seitdem elektrisch geläutet. Einzig die dritte, auf den Namen „Liebe“ getaufte Glocke blieb verschont.

## Galerie

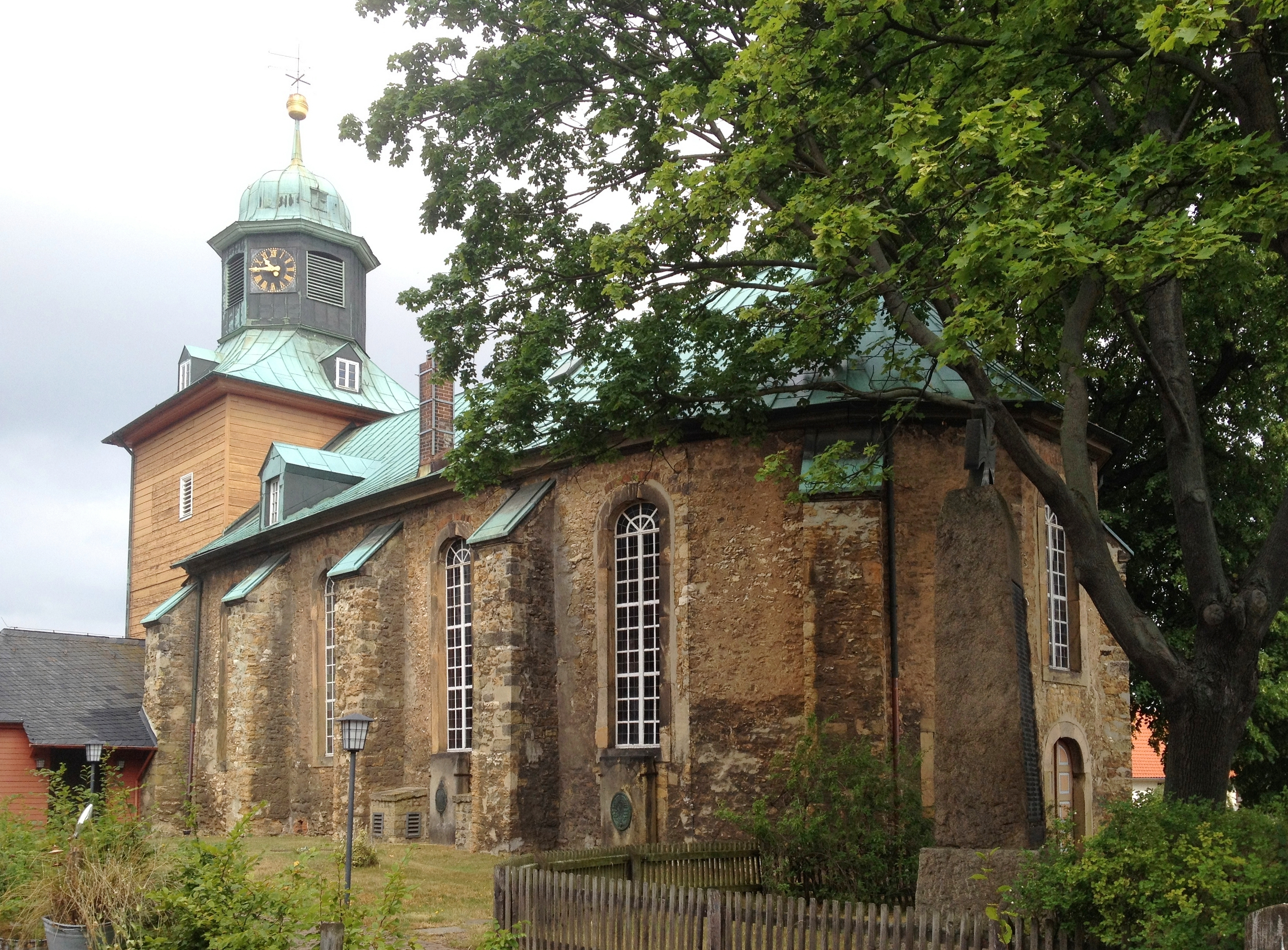
Die St.-Marien-Kirche vor der Sanierung, 2016
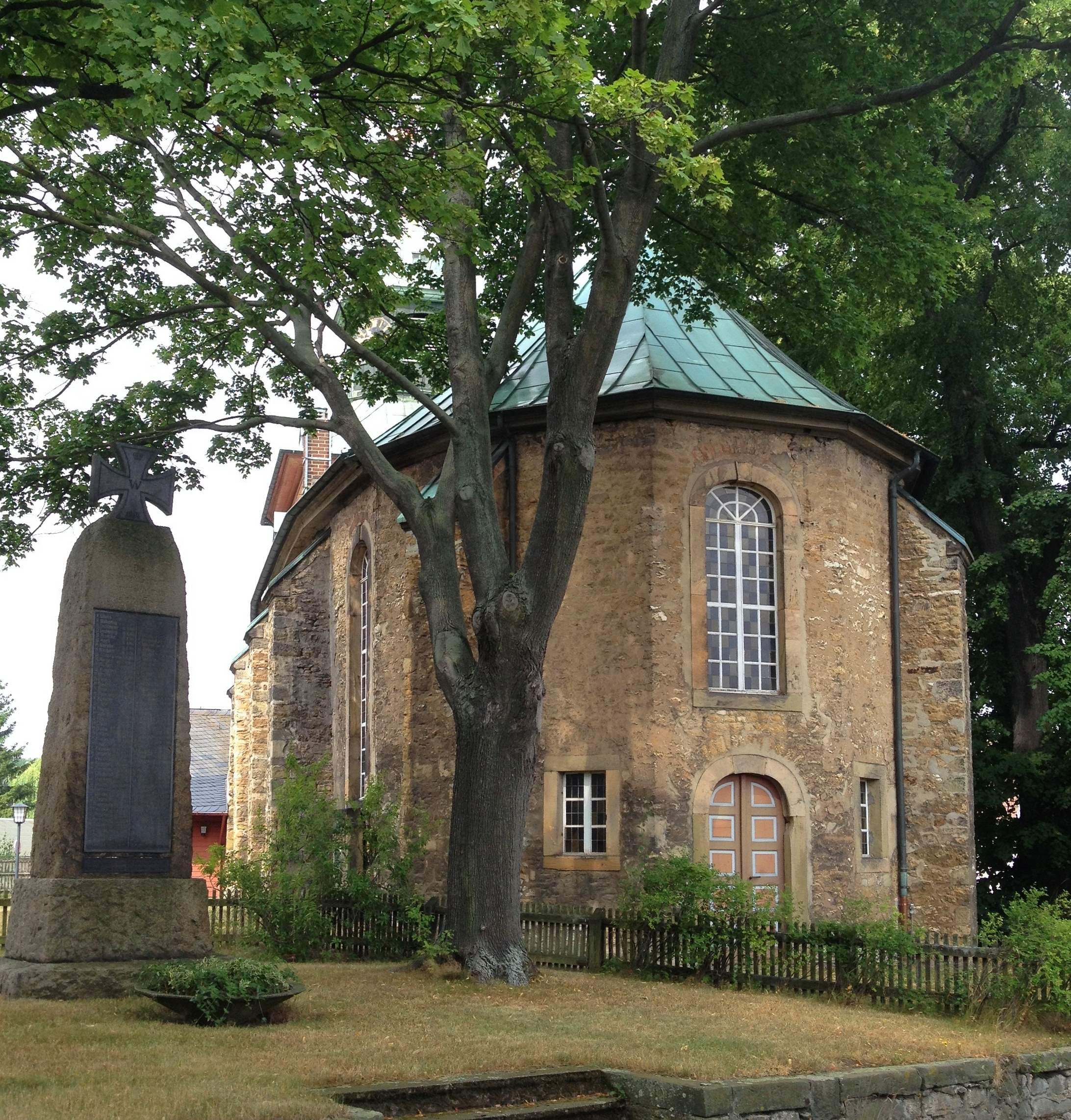
Gefallenen-Denkmal
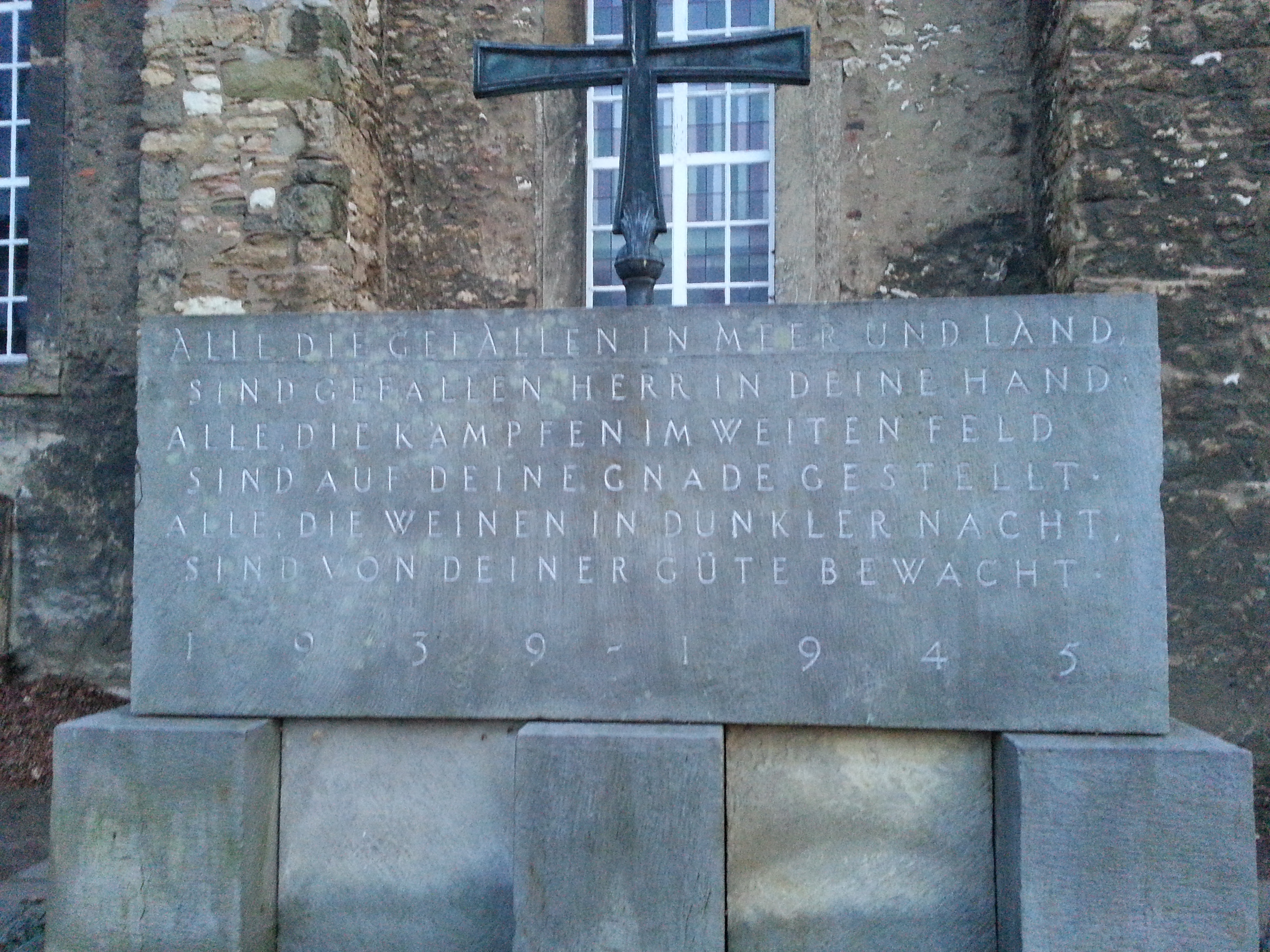
Gedenkstein an die Gefallenen des Zweiten Weltkriegs